# Isaac Cuenca López
Juan Isaac Cuenca López (Reus, 27 d'abril del 1991) és un exfutbolista professional català que jugava com a davanter. Va ser internacional amb la selecció catalana.

## Carrera esportiva
Va iniciar-se a les categories inferiors del Futbol Club Barcelona. Més endavant, decidí tornar a la seva ciutat natal, Reus, on jugà un llarg període. Va ser cedit a la Damm, on debutà com a futbolista professional. L'any següent, va tornar al CF Reus. El seu gran joc, va fer-lo tornar al FC Barcelona, la següent temporada, al Juvenil A, on Garcia Pimienta va reconvertir la seva posició d'interior a extrem. Luís Enrique, va convocar-lo per jugar la pretemporada 2010/2011. El primer partit d'Isaac Cuenca amb el Futbol Club Barcelona B, va ser contra el Nàstic, amb victòria blaugrana 1-0, en el qual només va jugar la primera part, sense gols, però mostrant gran qualitat. El segon partit de pretemporada amb el FC Barcelona, va ser contra el CE Sabadell amb també victòria blaugrana per 1-0. Isaac va entrar al minut 25 de la segona part, mostrant la seva qualitat però tampoc sense gols. Després d'aquell partit, Lluís Carreras, entrenador del Sabadell es va interessar per a ell, i hi fou cedit.
Isaac va ser presentat amb el CE Sabadell el 28 d'agost de 2010. I va debutar a Badalona el 2 de setembre de 2010, contra el CF Badalona en un partit que acabaria empatat a 1. Però Isaac no marcaria fins a la Jornada 6, davant l'Alacant. El 2011, el Sabadell va quedar primer de lliga, i va assolir l'ascens davant l'Eibar. Isaac va ser el jugador clau dels homes de Lluís Carreras tot i que no el més golejador. En el partit que es decidia el campió de tots Segona B, Isaac va fer fer l'1-0 a la Nova Creu Alta, davant el Real Múrcia.
El 21 d'octubre de 2011, debutà per primera vegada com a titular al primer equip del FC Barcelona. Va ser a l'estadi Los Cármenes contra el Granada CF. En la següent jornada, davant del Reial Mallorca i al Camp Nou va marcar el seu primer gol a Primera Divisió, en marcar el 4-0 parcial favorable als blaugranes. El partit va finalitzar 5-0 amb tres gols de Lionel Messi i un de Daniel Alves.
L'1 de novembre de 2011 jugà el seu primer partit en la Lliga de Campions, a més entrant de titular, davant del FC Viktoria Plzeň, un partit on tingué una destacada actuació.
Va firmar com a jugador del primer equip el 31 de gener del 2012
El 31 de gener de 2013 es va fer oficial la seva cessió (sense opció de compra) a l'Ajax d'Amsterdam fins a final de la temporada 2012–13.
Durant l'estiu de 2013, el jugador no comptava per la nova direcció del Barça, una lesió li va impedir d'efectuar la pretemporada, i no va poder ser traspassat o cedit abans que es tanqués el mercat d'estiu, raó per la qual el club li va assignar dorsal per a la temporada 2013-14.
El 10 de juliol de 2014 s'anuncia la rescissió del seu contracte amb el Futbol Club Barcelona i el mateix dia firmà per una temporada amb el Deportivo de La Coruña.
El 2 de febrer del 2016, Cuenca fitxa pel Granada CF, on jugarà fins al juny del 2017. Després de la seva experiència a l'equip andalús, on va marcar 4 gols en 37 partits jugats, firma per tres anys com a agent lliure pel Hapoel Be'er Sheva. Després d'un any a Israel rescindeix el seu contracte amb l'equip de la Lliga Premier del país i s'incorpora a les files del CF Reus a l'inici de la pretemporada. Cuenca juga tota la segona part durant el partit de presentació de l'equip reusenc davant la seva afició a l'Estadi Municipal de Reus, que l'equip guanya per 1 gol a 0 davant el Girona FC. A l'espera de confirmació oficial, tot apunta que l'exjugador del Barça militarà al CF Reus en la seva tercera aventura a La Liga 123. El 19 de gener del 2019 Isaac Cuenca fitxa pel Sagan Tosu japonès.

## Internacional

### Selecció catalana
El 30 de desembre de 2011 va disputar amb la selecció catalana el Trofeu Catalunya Internacional 2011,  contra la selecció de Tunísia, un partit disputat a l'Estadi Olímpic Lluís Companys, que va acabar en empat a 0.

## Palmarès
| Títol                       | Equip          | País      | Any       |
| --------------------------- | -------------- | --------- | --------- |
| Segona Divisió B Grup 3     | CE Sabadell FC | Catalunya | 2010/2011 |
| Ascens a la Lliga Adelante  | CE Sabadell FC | Catalunya | 2011      |
| 2n Millor equip de Segona B | CE Sabadell FC | Catalunya | 2011      |
| Copa del Rei                | FC Barcelona   | Catalunya | 2011-12   |
| Supercopa d'Espanya         | FC Barcelona   | Catalunya | 2013      |